# هارموني تان
هارموني تان (بالفرنسية: Harmony Tan)‏ هي لاعب كرة مضرب فرنسية، ولدت في 11 سبتمبر 1997 في باريس في فرنسا.

## وصلات خارجية
- هارموني تان على موقع رابطة محترفات التنس (الإنجليزية)
- هارموني تان على موقع الاتحاد الدولي لكرة المضرب (الإنجليزية)
- هارموني تان على موقع خلاصة التنس.كوم (الإنجليزية)
- هارموني تان على موقع إي إس بي إن.كوم (الإنجليزية)
- هارموني تان على موقع اللجنة الأولمبية الفرنسية (مؤرشف) (الفرنسية)